# イーグル (クレーター)

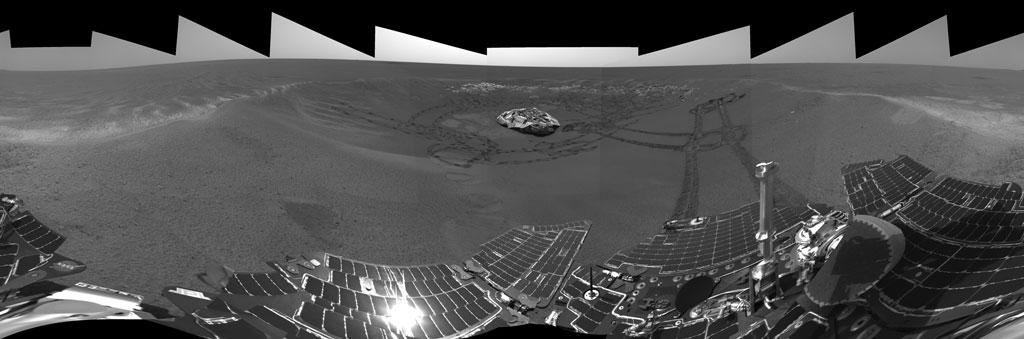
イーグル・クレーター

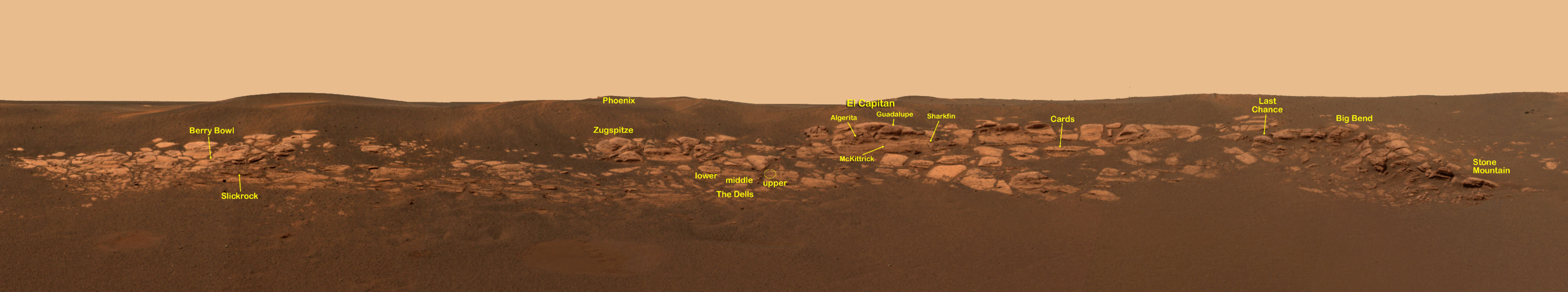
オポチュニティの岩棚。左からベリーボール、エルカピタン、ラストチャンス。

イーグル (Eagle) は、火星のメリディアニ平原に位置する直径約22mの小さく浅い衝突クレーターである。2004年に火星探査機オポチュニティがイーグル内部に着陸したことによって発見された。

## 概要
イーグルという名前は、1969年に人類が世界で最初に月に降り立ったアポロ11号の月着陸船イーグルと、オポチュニティの発射国アメリカ合衆国のシンボルである鷲（英語でイーグル）、そしてオポチュニティがこのクレーターに着陸（ホールインワン）したことから、ゴルフで1ホールを2アンダーで回ることを意味するイーグルにちなんで、命名された。
イーグルの表面は滑らかで、暗い土壌に覆われている。イーグルの底面には大小さまざまな岩が散在しており、「オポチュニティの岩棚」と命名された薄い板状岩石層の露頭が広がっている。2004年3月25日、火星探査機オポチュニティによってこの岩棚の表面に筋状構造が刻み込まれていることが発見され、さらに塩素や臭素も発見された。このことから、かつてこの地域には海が存在しており、イーグルは海の底にあったと推測される。